# Torre del Pagatore
La Torre del Pagatore era una torre costiera situata nel comune di Monte Argentario. La sua ubicazione era in prossimità della costa nord-orientale del promontorio dell'Argentario, nei pressi della località di Terra Rossa.

## Storia
La torre fu edificata dagli Spagnoli nella prima metà del Seicento per implementare il sistema difensivo dello Stato dei Presidii, con il compito di vigilare la Laguna di Orbetello e, in particolar modo, il punto di imbarco e sbarco di passeggeri e merci che compivano la traversata della laguna per coprire la distanza tra il promontorio e la città di Orbetello. L'approdo argentarino si trovava approssimativamente nel punto in cui ha inizio l'ottocentesco ponte della diga.
Il complesso difensivo ospitava al pian terreno anche gli uffici doganali, che di fatto hanno conferito la denominazione alla torre.
All'inizio dell'Ottocento, durante il dominio napoleonico, nell'area attorno alla torre furono realizzate altre strutture difensive temporanee, prevalentemente piccoli fortini protetti da fossati, che in seguito furono completamente dismessi. In quel periodo, la torre risultava quasi sicuramente già abbandonata, tanto da risultare in rovina nel 1819.
Della Torre del Pagatore, di cui sono state perse completamente le tracce oramai da moltissimo tempo, è stato possibile identificare grossolanamente l'aspetto architettonico, grazie alla sua raffigurazione grafica in alcune mappe storiche, in cui appare a pianta circolare, priva di coronamenti sommitali, con basamento a scarpa appena abbozzato.